# Tatosoma topea
Tatosoma topea là một loài bướm đêm trong họ Geometridae.